# جولیانو آماتو
 جولیانو آماتو  (ایتالیایی: Giuliano Amato؛ زاده ۱۳ مهٔ ۱۹۳۸) یک سیاست‌مدار اهل ایتالیا است که برای اول از تاریخ ۲۸ ژوئن ۱۹۹۲ تا تاریخ ۲۲ آوریل ۱۹۹۳ و برای دوم از تاریخ ۲۵ آوریل ۲۰۰۰ تا تاریخ ۱۱ ژوئن ۲۰۰۱ سمت نخست وزیری, از تاریخ ۱۷ مه ۲۰۰۶ تا تاریخ ۸ مه ۲۰۰۸ سمت وزارت کشور, برای بار اول از تاریخ ۲۸ ژوئیه ۱۹۸۷ تا تاریخ ۲۲ ژوئیه ۱۹۸۹ و برای بار دوم از تاریخ ۱۳ مه ۱۹۹۹ تا تاریخ ۲۵ آوریل ۲۰۰۰ سمت وزارت خزانه داری و از تاریخ ۲۱ اکتبر ۱۹۹۸ تا تاریخ  ۱۳ مه ۱۹۹۹
سمت  وزارت اصلاحات اصولی ایتالیا را برعهده داشت.